# Шапен
Шапен (нем. Schapen) — община в Германии, в земле Нижняя Саксония.
Входит в состав района Эмсланд. Подчиняется управлению Шпелле. Население составляет 2460 человек (на 31 декабря 2010 года). Занимает площадь 26,63 км².

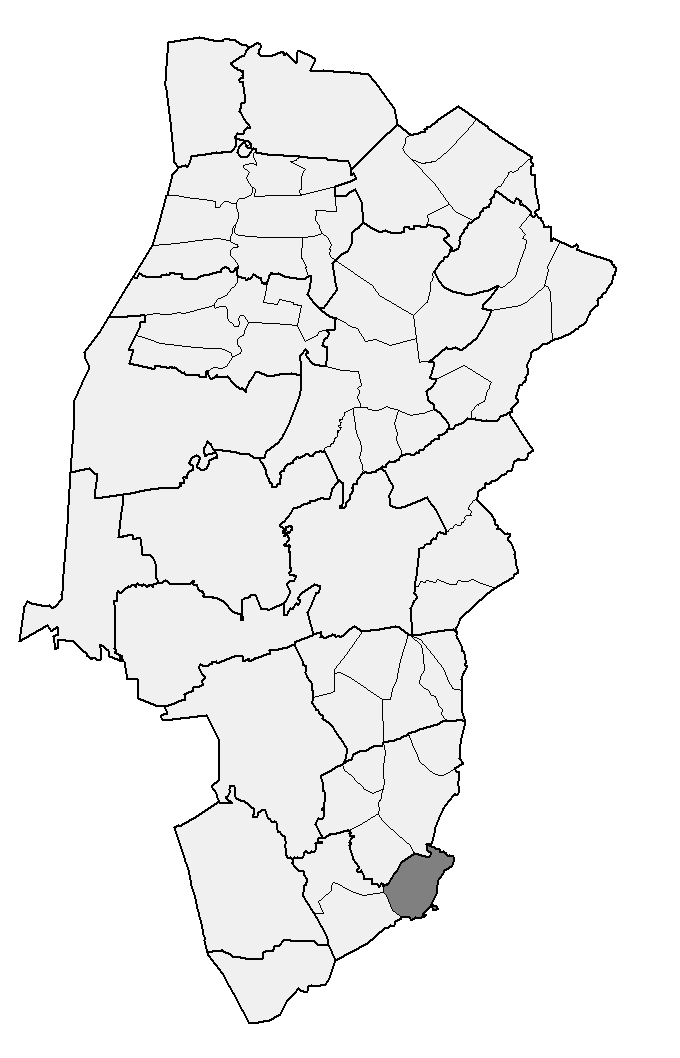
Шапен